# Ask (The Smiths)
Ask è un brano della band inglese The Smiths.
Pubblicato anche come singolo, il 20 ottobre 1986 dalla Rough Trade, il disco raggiunse la posizione numero 14 nella Official Singles Chart.
Il brano non è contenuto in nessun album in studio della band, e venne successivamente inserito nelle raccolte The World Won't Listen, Louder Than Bombs e nel live postumo Rank.

## Realizzazione
"È stato molto importante pubblicare un singolo che fosse un leggero antidoto a Panic, perché se il prossimo singolo sarà un mezzo insuccesso, a prescindere dal vero merito della canzone, la gente direbbe Ecco, di nuovo... ecco perché abbiamo pubblicato Ask. L'idea c'è. Beh, la moderazione è una cosa veramente degna, ma è bello gettare al vento la prudenza, come pure saltare nel vuoto" (Morrissey intervistato dal Record Mirror, 1987)
Esistono due versioni di questa canzone: quella utilizzata nel singolo ha una dissolvenza finale anticipata, con la traccia vocale presente fino alla fine della canzone. I cori, in questa versione, sono anche missati in modo diverso e sono più presenti, come livello di volume. La versione che, invece, venne inserita in tutti gli album (tranne che su The Very Best of The Smiths) ha una dissolvenza più ritardata (anche se la fine della traccia è udibile, ma ad un livello molto basso) e la traccia vocale finale termina prima dell'inizio della dissolvenza stessa.
Craig Gannon, un tempo chitarrista ritmico della band, ha spesso rivendicato la paternità di alcune delle parti di chitarra del brano, nate durante il suo breve periodo come membro della band. "Io (Craig Gannon, ndr) e Johnny eravamo seduti in studio a suonare le nostre chitarre acustiche e probabilmente venimmo microfonati man mano che mettevamo giù le tracce acustiche di Panic. Io avevo appena iniziato a suonare la sequenza degli accordi che sarebbe poi diventata Ask esattamente nel modo in cui appare nel disco. Johnny poi si unì a suonare lo stesso. Dopodiché dimenticai l'idea e Johnny deve averla suonata con Morrissey o, addirittura, deve aver dato a lui la registrazione stessa. Fui completamente sorpreso, quando iniziammo la registrazione per il singolo seguente (Ask, ndr). Quando poi venne pubblicato ho pensato che sarei stato accreditato alla scrittura, ma nel momento in cui scoprii che non lo avevano fatto, non mi arrabbiai, ho solo pensato che fosse piuttosto brutto che nessuno avesse ammesso che era stata un'idea mia, in primo luogo." (Craig Gannon su Ask, 2008)
Durante la promozione del singolo, gli Smiths fecero tappa anche in Italia, esibendosi il 15 febbraio 1987 al Festival di Sanremo, all'interno del teatro tenda denominato Palarock, interpretando il brano Ask. Il set completo di quell'esibizione, in realtà, comprendeva altre quattro canzoni (Shoplifters of the World Unite, There Is a Light That Never Goes Out, The Boy with the Thorn in His Side e Panic) e venne poi trasmesso successivamente da Rai 3, il 25 maggio 1987, con canzoni intervallate da brevi interviste.
Il 6 febbraio 1995 il singolo venne ripubblicato dalla WEA per promozionare la raccolta Singles, raggiungendo la posizione numero 62 della Official Singles Chart.

## Testo
Nel testo Morrissey parla della goffaggine e della timidezza degli adolescenti, quasi certamente ispirato dalla sua mania giovanile di scrivere lettere. "Spendevo ogni singolo penny in francobolli. Avevo questa meravigliosa organizzazione con l'intero universo senza in effetti dover incontrare nessuno, solo attraverso il servizio postale. La crisi della mia vita da adolescente fu quando i francobolli aumentarono da 12 a 13 penny. Ero indignato."
Il protagonista si rivolge a un ragazzo timido e riservato invitandolo a uscire dal guscio, ad abbandonare la sua ancestrale timidezza che gli impedirebbe di affrontare la vita nel giusto modo (Shyness is nice and / Shyness can stop you / From doing all the things in life you'd like to) e lo sprona a chiedergli qualsiasi cosa voglia provare (So, if there's something you'd like to try / If there's something you'd like to try / ASK me - I won't say no - How could I?) perché, come vuole la grammatica della natura (Nature is a language - can't you read?) se non l'amore, sarà il desiderio sessuale significativamente simboleggiato con una bomba, a farli avvicinare (Because if it's not Love / Then it's the Bomb, the Bomb../ That will bring us together).
Nel testo c'è un largo uso di lettere maiuscole, tipico di molte liriche di Morrissey, in parole quali Nature, Bomb e Love, molto probabilmente ispirato alla scrittura di Oscar Wilde.

## Copertina e video
La copertina del singolo è una foto di Yootha Joyce, sul set del film Catch Us If You Can del 1965, attrice inglese nota soprattutto per aver recitato, verso la fine degli anni settanta, nella serie televisiva britannica George e Mildred, nella parte di Mildred Roper. L'immagine è stata utilizzata anche per la versione tedesca di Some Girls Are Bigger Than Others.  Sul vinile dei 7" e del 12" sono incise le frasi: ARE YOU LOATHESOME TONIGHT? / TOMB IT MAY CONCERN.
Il video promozionale venne diretto da Derek Jarman. Un secondo video, realizzato per promuovere l'album live postumo Rank e diretto da Peter Fowler, venne poi prodotto mescolando riprese dal film di Jarman con immagini tratte da due concerti (uno dei due tenutosi a Kilburn) del tour di The Queen Is Dead.
La canzone è anche presente nel film Vesna va veloce in una scena in cui viene ballata dai due protagonisti.

## Tracce
7" (Regno Unito)
1. Ask – 2:59
2. Cemetry Gates – 2:39

12" (Regno Unito)
1. Ask – 2:59
2. Cemetry Gates – 2:39
3. Golden Lights – 2:38

## Formazione
- Morrissey – voce
- Johnny Marr – chitarra, pianoforte
- Andy Rourke – basso
- Mike Joyce – batteria
- Craig Gannon – chitarra
- Kirsty MacColl - cori